# Terra Mitica
Terra Mítica — парк аттракционов, расположенный в Бенидорме,  Валенсийское Сообщество, Испания. Парк был открыт в 2000 году и пользуется большой популярностью у туристов города. Рядом с парком Terra Mítica находится зоопарк Terra Natura.
Terra Mítica переводится как «Земля Мифов». Парк разделён на несколько региональных зон, где свои тематические аттракционы и шоу.

## Аттракционы
В данный момент в парке работает около 25 аттракционов для детей и взрослых. Ряд из них имеют ограничения по минимальному возрасту, росту. Одними из самых ярких аттракционов парка стали: Inferno, El Vuelo del Fénix, Magnus Colossus.

### Inferno

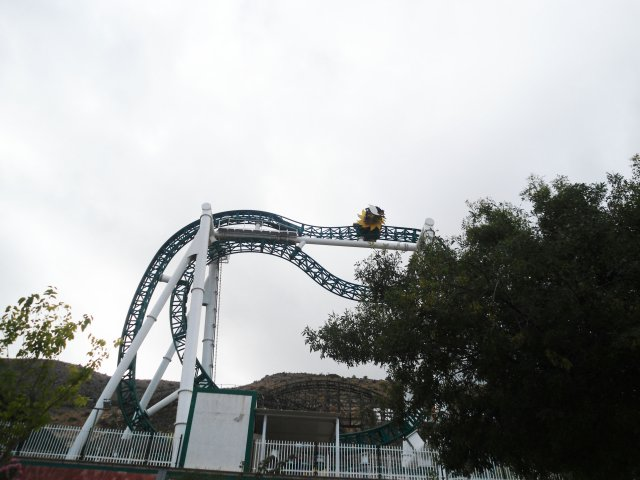
Горка Inferno

Высота аттракциона — 25 метров. Скорость передвижения 60 км/ч. Во время полёта кресла поворачиваются на 360 градусов. От 14 лет и не ниже 1.40 см.. В 2014 году на аттракционе произошла трагедия - погиб 18-летний мальчик, выпавший из кабины.

### El Vuelo del Fénix

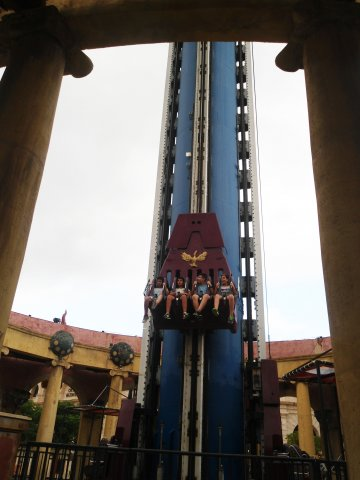
Горка El Vuelo del Fénix

Высота аттракциона — 60 метров. Ощущение свободного полёта. Минимальный рост — 140 см. Рекомендуемый возраст — от 10 лет.

### Magnus Colossus
Самый длинный аттракцион в Европе. Крутые повороты, скорость до 100 км/ч. Рост от 140 см. Возраст от 14 лет.

## Как добраться
Адрес парка: Partida del Moralet s/n, 03502 Benidorm, Alicante
Ездят автобусы №1, №3